# تلمبة فاطمي (غلزار بردسير)
تلمبة فاطمي (بالإنجليزية: Tolombeh-ye Fatemi)‏ هي مستوطنة تقع في إيران في كرمان.